# バーグ
バーグ (Burge) は、アメリカ合衆国で発売されたコミック『After the Fall』に登場する架空の生物。

## 特徴
アメリカに拠点を置く法律事務所ウルフラム&ハートの関係者。Demon Lords（悪魔卿）の一人で、ダウンタウンロサンゼルス卿 (Lord of Downtown Los Angeles) の称号を持つ。スパナのような手を持ち、空を飛ぶ。体の色は緑。長男モロンをエンジェルに殺されているため、彼に敵意を抱いている。

## 家族
- モロン
バーグの息子。物語の中ではMoron（馬鹿）とのみ記され、本名は不明。ドレッドヘアの黄色い怪物。ストリート・ギャングのリーダーで『After the Fall』第1章でエンジェルにより殺害される。

## エピソード
バーグは『After the Fall』中盤でエンジェルにより殺害されたが、同作品の終盤で息子とともに復活した。